# علف طلایی (سرده)
علف طلایی، روئینه (نام علمی: Solidago) نام یک سرده از تیره کاسنیان است.